# بيتر مونرو
بيتر مونرو (بالإنجليزية: Peter Monroe)‏ هو سياسي أمريكي، ولد في 25 أغسطس 1943. حزبياً، نشط في الحزب الجمهوري.